# الحقيبة (العدين)

تعديل مصدري - تعديل

الحقيبة محلة تابعة لقرية ما جديد، التابعة لعزلة الجبلين بمديرية العدين إحدى مديريات محافظة إب في الجمهورية اليمنية.، بلغ تعداد سكانها 74 حسب تعداد اليمن لعام 2004.